# Femmes dans l'œuvre de Jules Verne

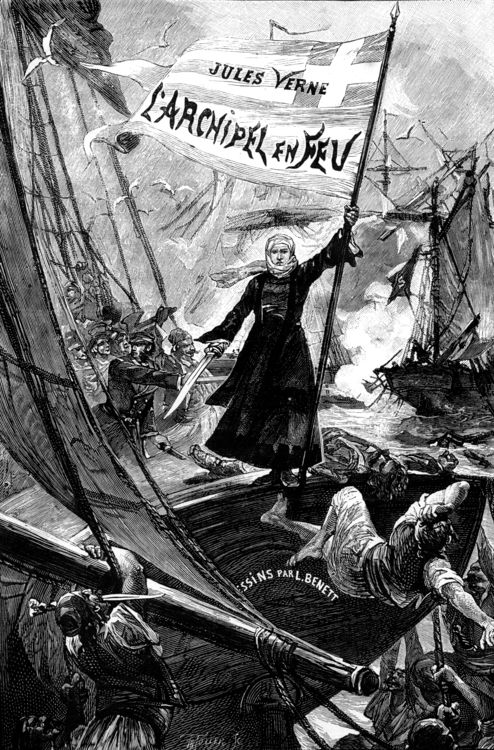
Andronika Starkos, illustration de Léon Benett

Les femmes dans l’œuvre de Jules Verne sont omniprésentes. « Voyageuses, instruites et cultivées, y compris dans le domaine scientifique -, politisées et anti-esclavagistes, opposées au massacre des animaux, prêtes à affronter d'innombrables dangers pour retrouver ou protéger ceux qu'elles aiment, rejetant le poids des conventions sociales dans leurs histoires de cœur, ces femmes constituent pour l'époque une galerie de portraits étonnante de modernité ». 
Si Jules Verne se disait très maladroit pour « exprimer des sentiments d'amour », contrairement à l'idée répandue de l'absence des femmes dans les romans verniens, il y a plus de 150 personnages féminins dans les Voyages extraordinaires de Jules Verne,, et ces personnages féminins s'incarnent « de la femme conventionnelle et effacée à l'aventurière héroïque et entreprenante, de l'ennemie cruelle à l'angélique créature incarnant l'idéal romantique, ou encore de la femme fantôme à la beauté fantasmatique - image rêvée nervalienne, à la vieille femme robuste et digne ». Dans une vingtaine de romans et dans plusieurs nouvelles, la femme joue même un rôle prépondérant. 
Christian Porcq écrit en 1989 : « Ces femmes sont particulièrement originales pour l'époque, d'autant qu'elles sont présentes dans un genre littéraire (le roman de voyage et d'aventure) dont elles sont généralement absentes ».

## Mariage et divorce

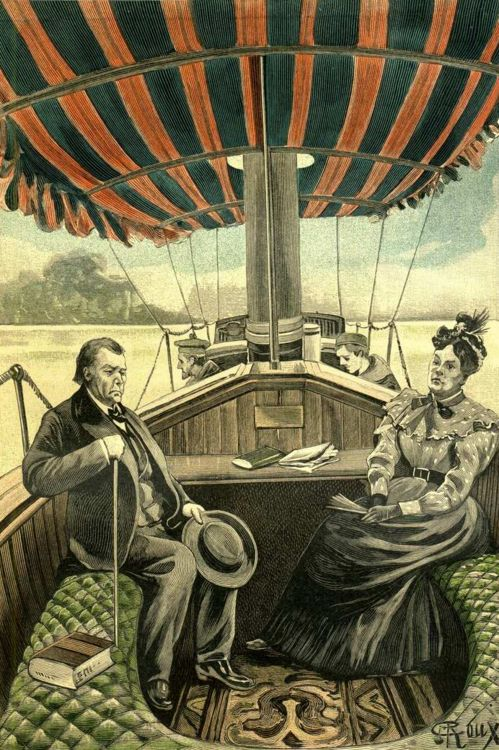
Kate Titbury et son mari, Le Testament d'un excentrique.

Sur le sujet, Jules Verne expose une vision traditionnelle de la femme mariée, fidèle épouse, mère aimante, heureuse en ménage mais se moque régulièrement de l'institution sociale. Les personnages d'Helena Glenarvan (Les Enfants du capitaine Grant) et de Dolly Branican (Mistress Branican) incarnent deux femmes bravant tous les dangers lors d'expéditions extraordinaires. Dolly Branican a pour modèle avoué Jane Franklin. Mrs Melvil de la nouvelle Le Humbug, est une maîtresse de maison associée dans les affaires commerciales de son mari, « femme d'affaires américaine, conjuguant réussite professionnelle et vie familiale [qui] apparaît en avance sur son temps » comme Horatia Bluett de Claudius Bombarnac qui épouse Fulk Ephrinell, mais n'oublie pas de discuter des intérêts financiers de leur union et divorce trois jours plus tard, n'ayant pu trouver un accord commercial. Dans Le Pays des fourrures, Mrs Joliffe dirige son soldat de mari : « […] le caporal obéissait à sa femme… » comme Cornélia Cascabel de César Cascabel, femme de caractère, indépendante et courageuse ou la talentueuse, moderne et dévouée comédienne Caroline Caterna de Claudius Bombarnac.
Yaquita et Joan Garral de La Jangada sont, quant-à eux, l'exemple du couple uni, voir fusionnel, tel que Madge et Simon Ford des Indes noires ou Betsie et M. Zermatt de Seconde patrie. À l'inverse, Mme Van Mitten de Kéraban-le-Têtu n’hésite pas à tenir tête à son mari : « Et là-dessus, reprit Van Mitten, je suis parti […], bien décidé à ne rentrer dans ma maison que lorsque madame Van Mitten l'aura quittée… pour un monde meilleur… […] Je pense que dix femmes sont moins difficiles à gouverner qu'une seule ! ».
D'autres épouses verniennes peuvent être carrément désagréables et tyranniques telles Mme Désirandelle : « Mme Désirandelle avait sur son mari l'avantage de le dominer d'un certain nombre de centimètres - une grande femme sèche et maigre, type échalas, face jaunâtre, l'air hautain, à cause de sa taille sans doute, les cheveux en bandeaux, d'un noir qui est suspect quand on touche à la cinquantaine, la bouche pincée, les joues tachetées d'un léger herpès… » ou Kate Titbury du Testament d'un excentrique (1897). 
Dans La Chasse au météore où l'on trouve l'épouse idéale d'après Jules Verne, Flora Hudelson : « […] une excellente femme, excellente mère, excellente ménagère, de nature très conciliatrice, incapable de tenir un propos malséant sur personne, ne déjeunant pas d'une médisance, ne dînant pas d'une calomnie […]. Il faut dire que Mrs Hudelson trouvait tout naturel que M. Hudelson s'occupât d'astronomie, qu'il vécût dans les profondeurs du firmament, à la condition qu'il en descendit, lorsqu'elle le priait d'en descendre. […] Elle ne harcelait pas son mari… […] Voilà une femme comme nous en souhaitons à tous les maris », épouse qui, selon Céline Giton, est celle que Jules Verne aurait souhaité en la personne de sa femme, Honorine, le roman se passant dans une demeure ressemblant en tout point à celle de l'écrivain à Amiens, se trouve aussi la jeune et indépendante Arcadia Walker, « […] libre de ses actions, indépendante par sa fortune, douée de l'esprit aventureux des jeunes Américaines, [qui] menait une existence conforme à ses goûts… », qui épouse Seth Stanford au début du roman, divorce deux mois plus tard et le réépouse à la fin.

## Figures maternelles

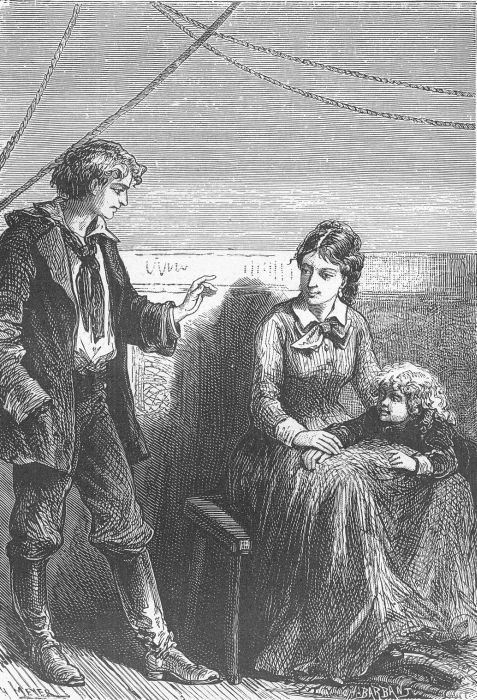
Dick Sand, Jack et, Un capitaine de quinze ans, illustration de Henri Meyer.

S'il n'y a dans l'ensemble des Voyages extraordinaires que deux naissances, une fille, Jenny Mac Carthy dans P'tit-Bonhomme et un garçon, Michel-Espérance Mac-Nap dans Le Pays des fourrures, plusieurs figures maternelles, parfois par adoptions, se dégagent dans les romans. Ainsi Madge Ford adopte Nell dans Les Indes noires, Betsie Zermatt, Jenny dans Seconde Patrie et Mme Burbank considère Alice Stannard comme sa fille dans Nord contre Sud comme Mme Keller considère ainsi Marthe de Lauranay dans Le Chemin de France. Mais une des figures marquantes est Marfa Strogoff, mère de Michel Strogoff, qui, outre son amour filial et maternel envers Nadia (elles s'appellent mère et fille dans le roman), s'incarne comme le « symbole du stoïcisme parfait », en supportant toutes les tortures pour sauver son fils. 
Une autre figure de mère exemplaire, est celle de Mrs Weldon dans Un capitaine de quinze ans, mère d'un petit garçon de 5 ans, Jack, « femme courageuse, que la mer n'effrayait pas. » et qui devient la mère adoptive du héros du roman Dick Sand et lui confie son fils.
Mme Bathory dans Mathias Sandorf exprime toute son affection à son fils Pierre et perd la raison lorsqu'elle apprend sa mort. Dans le même roman, s'illustre une autre forme d'amour maternel, celui de Maria Ferrato envers son frère Luigi, leur mère étant morte lorsqu'elle avait 10 ans. Extrêmement courageuse, Maria n'hésite pas à aider son père à protéger deux fugitifs. Lorsque la famille Ferrato est dénoncée, Maria s'exile à Malte où elle vit de travaux de couture. Dans la deuxième partie du roman, 15 ans plus tard, Maria vit dans la misère à La Vallette, ne reconnait pas Mathias Sandorf dans le docteur Antékirtt qui se présente comme un ami des fugitifs qu'elle a protégé et accepte sa générosité. Elle lui sera alors totalement dévouée.
À l'inverse des figures précédentes, Dame Hansen dans Un billet de loterie, même si elle aime ses enfants, Joël et Hulda, est une mère égoïste, taciturne et renfermée qui ne comprend pas l'attachement de sa fille au dernier message de son fiancé et, ayant hypothéqué leur demeure, exerce des pressions sur sa fille.

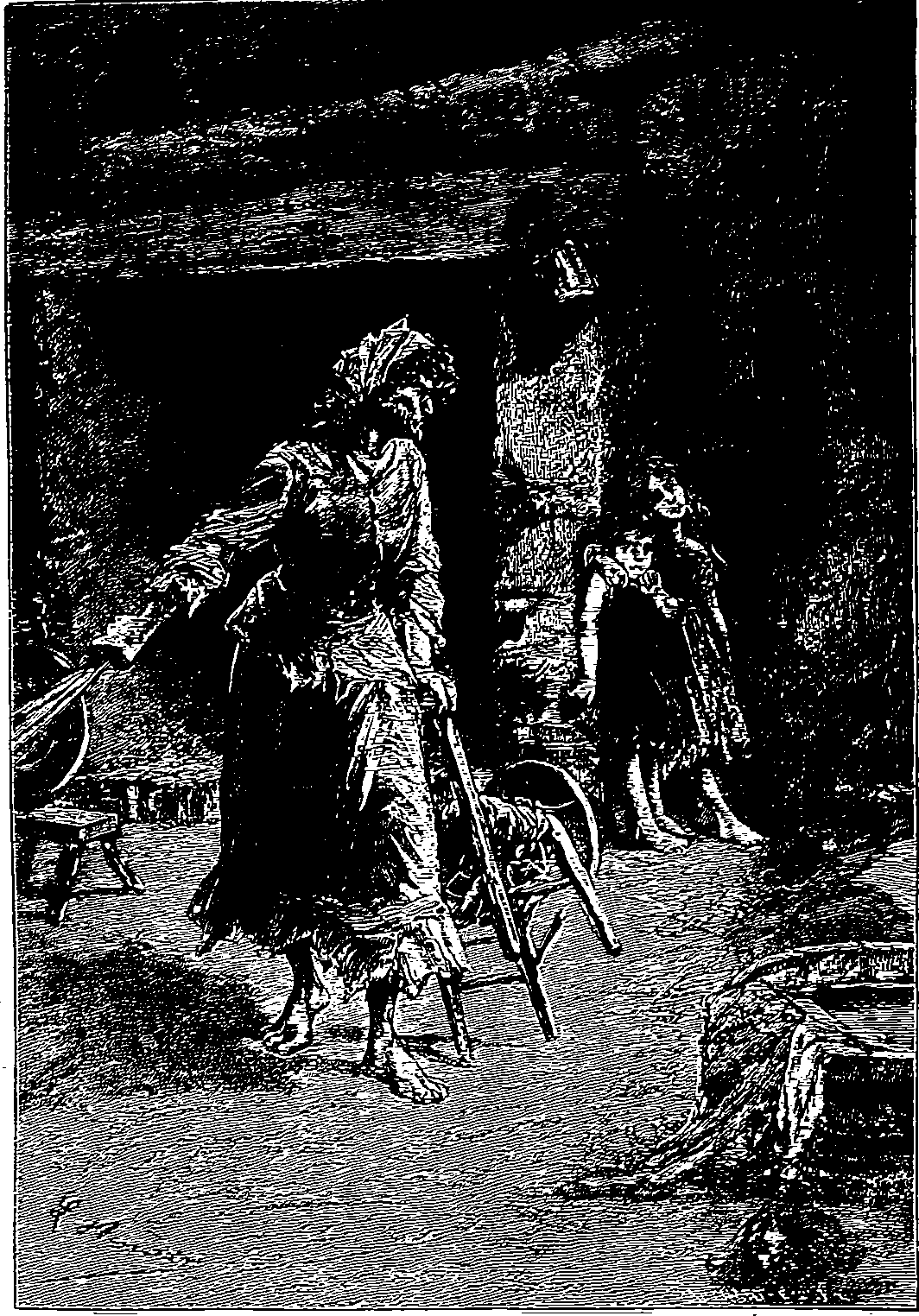
La Hard dans P'tit-Bonhomme, illustration de Léon Benett

Dans Famille-Sans-Nom, Catherine Harcher est mère de quinze garçons et onze filles, sans compter Jean-sans-nom qu'elle considère comme son fils. P'tit Bonhomme dans le roman éponyme connaît, quant-à-lui, quatre figures de la maternité. La première, l'unique femme haïssable des Voyages extraordinaires, la Hard, est une alcoolique qui reçoit des enfants confiés par une maison de charité mais, odieuse, les maltraite et n'agit que pour l'argent. La deuxième est une comédienne, Anna Waston qu'il croit charitable et qu'il aime mais qui, finalement, s'avère superficielle et égocentrique. Elle tient son rôle de mère, envisage de l'adopter puis, devant les contraintes de devoir l'élever, se lasse de son jouet et l'abandonne : « Elle s'en débarrassait comme d'un objet ayant cessé de plaire et dont la vue seule lui eût été odieuse ». P'tit-Bonhomme est alors recueilli par un couple de fermiers, les Mac Carthy qui, bien que très pauvres, n'hésitent pas à le nourrir et à l'adopter comme l'un des leurs. Le couple le fait baptiser et Martine, la mère, devient sa marraine. Malheureusement, la famille ne parvient pas à payer son régisseur et est expulsée en l'absence de P'tit-Bonhomme qui aura vécu ainsi quatre années avec elle. Celui-ci ayant l'honnêteté de rapporter le porte-feuilles qu'il a trouvé du riche lord Piborne, il entre au service de ce couple mais est rapidement méprisé par eux. Il fait alors la connaissance de la lessiveuse Kat qui va le protéger durant tout son séjour chez les Piborne. P'tit-Bonhomme, lorsqu'elle la fortune aura tourné, n'oubliera pas d'être reconnaissant et généreux envers ses deux dernières mères.
L'un des personnages les « plus saisissants jamais imaginés par Jules Verne » d'après Jean-Pierre Picot est celui de Djemma du roman L'Invasion de la mer. Il s'agit d'une mère « courageuse, forte, rusée, énergique, marcheuse infatigable… ». Un de ses fils, Hadjar est décrit ainsi : « […] Son audace égalait son intelligence. Ces qualités, il les tenait de sa mère comme tous ces Touareg qui suivent le sang maternel. Parmi eux, en effet, la femme est légale de l'homme, si même elle ne l'emporte ». Djemma, véritable héroïne du roman, s’acharne à tenter de libérer son fils et est aussi la cible de l'armée française qui sait que « Oui ! on devait le craindre, toutes les tribus se dresseraient à sa voix et la suivraient sur le chemin de la guerre sainte ». Djemma est le seul personnage féminin de Jules Verne dont on ne sait pas, à la fin du roman, ce qu'il devient.

## La femme comme symbole d'expiation

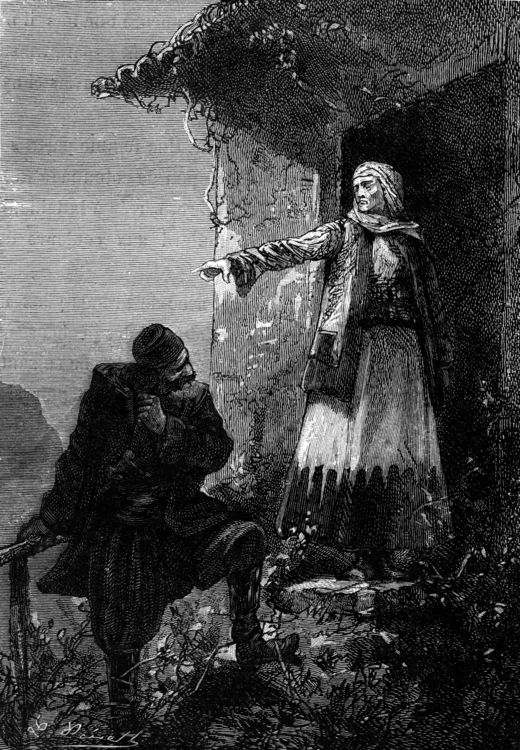
Andronika Starkos maudissant son fils dans L'Archipel en feu, illustration de Léon Benett.

Cinq récits de Jules Verne exposent la thématique de l'expiation féminine : Martin Paz (1851), L'Archipel en feu (1884), Mathias Sandorf (1885), Famille-Sans-Nom (1888) et Mistress Branican (1891). Ces personnages expient toutes des crimes qu'elles n'ont pas commis. Elles assument courageusement la responsabilité morale au nom de criminels et traîtres qui leur sont ou ont été proches. Cet rédemption injuste permet de les faire considérer par le lecteur comme admirable. 
Ainsi, Sarah dans la nouvelle Martin Paz finit-elle condamnée à mort et meurt avec celui qu'elle aime, l'Indien Martin Paz, dans une chute d'eau qui les engloutit, Jules Verne montrant ainsi « les difficultés et les incompréhensions suscitées par un amour qui transgresse langues, nationalités et communautés d'appartenance »>. 
Dans L'Archipel en feu, deux femmes dominent tout le roman, Andronika Starkos et Hadjine Elizundo. Andronika est la mère du bandit Nicolas Starkos, Hadjine la fille d'un banquier soutenant les actes de pirateries de Nicolas. Andronika expie les crimes de son fils, qu'elle a maudit, en luttant pour l'indépendance de son pays. « […] Celle qui l'avait porté dans ses entrailles le chassait maintenant comme on chasse un traître ». En parallèle, la jeune Grecque Hadjine Elizundo est la fille d'un banquier qui, en apparence, est un homme honnête et honorable. Hadjine est amoureuse d'un officier Français, Henry d'Albaret, engagé dans la guerre d'indépendance de la Grèce. Mais, un jour, Nicolas Starkos menace le banquier de révéler ses liens avec la piraterie s'il ne lui offre pas la main d'Hadjine et l'obtient, ce qui, en outre, lui permettra d'hériter de la fortune du père. Hadjine découvre la vérité et décide de ne pas céder au chantage. Telle Andronika, elle maudit Nicolas Starkos mais s'estime désormais indigne d'épouser Henry. Elle s'enfuit et, avec la fortune de son père, rachète des milliers de captifs grecs vendus comme esclaves. Anonymement, elle affrète la corvette Syphanta dont elle donne le commandement à Henry dans le but de lutter contre les pirates ravageant l'archipel Grec. Capturée et conduite pour être vendue comme esclave, elle rencontre Andronika qui, elle-même, vient d'être faite prisonnière. Starkos humilie Hadjine, en anéantit toute fierté lorsqu'une intervention d'Andronika permet le renversement de la situation. Alexandre Tarrieu écrit ainsi à propos d'Andronika : « Après bien d'autres gestes d'une grandeur extrême, le plus beau symbole apparaît lorsqu'elle s'agenouille près du corps de son fils mort et semble lui pardonner ses méfaits pour mourir à ses côtés. La mort émouvante d'une grande, d'un personnage admirable, d'une femme extraordinaire, […] d'une actrice de tragédie grecque et n'est-elle pas d'ailleurs une tragédie à elle toute seule ? » et le même auteur ajoute à propos du personnage d'Hadjine Elizundo qu'il est « un des plus beaux et des plus grands de l’œuvre entière de notre auteur ».

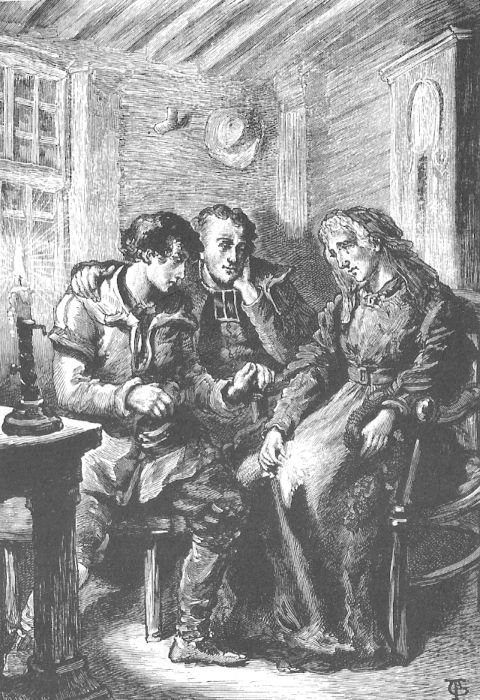
Bridget, Jean et Joam Sans-Nom, illustration de Georges Tiret-Bognet.

Dans Mathias Sandorf, écrit la même année que L'Archipel en feu, Jules Verne met en scène une autre forme d'expiation féminine dans le personnage de Mme Toronthal, celui de l'épouse qui expie le crime de son mari. Mme Toronthal a découvert les actes de son époux et le déteste. Elle vit depuis dans la dépression et le mutisme et s'éteint progressivement à la vie, mourant de la honte et du remords du crime commis par son mari. Son dernier acte est pourtant de poster anonymement une lettre à Madame Bathory, mère de Pierre que sa fille, Sava, promise au bandit Sarcany, aime. Cette lettre révèle la vérité : Sava n'est pas la fille de Silas Toronthal mais celle de Mathias Sandorf. Mme Toronthal révèle aussi à Sava qu'elle n'est pas sa mère. Cette expiation change intégralement le déroulement de l'histoire. 
Dans Famille-Sans-Nom, Bridget Morgaz, un des personnages principaux du roman, bien que veuve, expie la trahison patriotique de son mari dont le nom est proscrit et a ainsi élevé ses fils en patriotes. Tous luttent anonymement pour l'indépendance de leur pays. Jean Chesneaux compare Bridget à une « figure très hugolienne de recluse et de rebelle ».
Les femmes sont ainsi régulièrement des militantes politiques chez Jules Verne telles Hadjine Elizundo (L'Archipel en feu), Jenny Halliburt (Les Forceurs de blocus), Nadia et Marfa (Michel Strogoff), Ilka Nicolef (Un drame en Livonie), Bridget et Clary de Vaudreuil (Famille-Sans-Nom), Zermah (Nord contre Sud), esclave n'hésitant pas à traiter d'égal à égal avec son régisseur ou encore Sangarre (Michel Strogoff). 
Enfin, dans Mistress Branican, la faible mais attachante Jane Burker qui accompagne tous les crimes de son mari, Len, parvient une seule fois à lui échapper pour révéler toute la vérité à Dolly Branican. Elle meurt poignardée par Len Burker, l’âme apaisée.

## Un féminisme modéré
Fanny Jolivier dans son étude sur la Femme et le voyage écrit : « le rôle que Jules Verne confère à certaines de ces héroïnes marque un féminisme modéré, en marge des conceptions du XIXe siècle. C'est la femme qui fait preuve de la force nécessaire à l'action, sans elle ses compagnons seraient parfois enclin à s'abandonner ». 
Parmi ces héroïnes se distinguent Mary Grant (Les Enfants du capitaine Grant), Jenny Halliburt, qui force un blocus maritime en pleine guerre de Sécession (Les Forceurs de blocus), Nadia, traversant seule une Russie dévastée (Michel Strogoff), Ilka Nicolef, affirmant ouvertement ses opinions politiques (Un drame en Livonie), Jeanne de Kermor, parcourant le Venezuela en quête de son père (Le Superbe Orénoque), Jenny Montrose, survivant deux années seule sur une île déserte (Seconde Patrie) ou Paulina Barnett du Pays des fourrures, exploratrice, écologiste, courageuse, lauréate de la Société royale de géographie, qui a déjà visité les régions équinoxiales et qui se lance maintenant dans les contrées hyperboréennes.
Jules Verne met aussi en avant les cultures ancestrales avec l'Inuite Kalumah du Pays des fourrures et l'Indgelète Kayette de César Cascabel, toutes deux proches de la nature, Kalumah entretenant un lien magique avec l'ours qui lui a sauvé la vie et Kayette connaissant les qualités médicales des plantes et sauvant ainsi la vie du comte Serge Narkine.
Enfin, l’œuvre vernienne ne contient que deux religieuses, sœur Marthe et sœur Madeleine de la version originale du roman Le Volcan d'or que Michel Verne transformera en 1906 en deux charmantes cousines qui finiront par épouser les deux héros, trahissant ainsi l'idée originale du père. Sœur Marthe et sœur Madeleine incarnent la lucidité et le désintéressement des femmes.

## Fantasme et folie

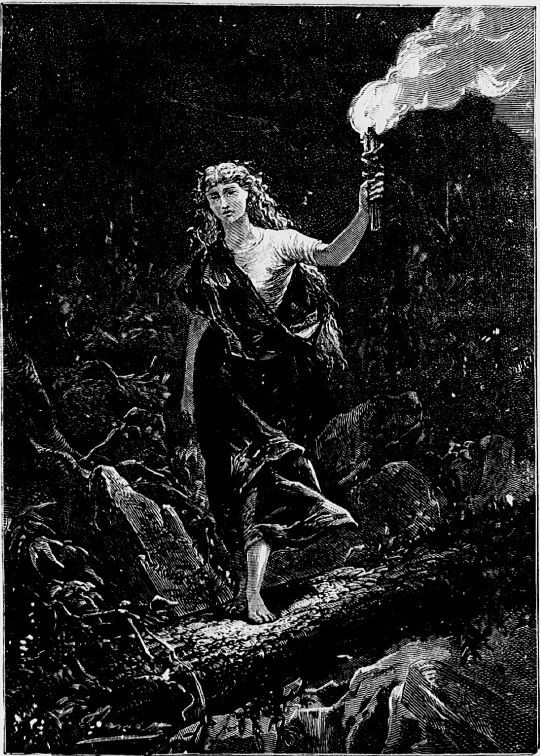
La Flamme errante dans La Maison à vapeur.

Cinq héroïnes verniennes sont des fantômes. Elles inspirent aux hommes des amours désespérés, des désespoirs, des rancœurs et de la tristesse. Il s'agit de Ellen Hodges (Une ville flottante), Nell (Les Indes noires), la Flamme errante (La Maison à vapeur), la Stilla (Le Château des Carpathes) et Myra Roderich (Le Secret de Wilhelm Storitz). 
Ellen Hodges, amoureuse de Fabian Mac Lewin, a été donnée en mariage par intérêt à un autre par son père : « On mit sa main dans la main d'un homme qu'elle n'aimait pas, qu'elle ne pouvait pas aimer, et qui vraisemblablement ne l'aimait pas lui-même. Pure affaire, mauvaise affaire et déplorable action ». Elle en perd la raison. Un jour, elle erre seule sur le pont du Great-Eastern, tel un fantôme. Elle est alors surnommée « la dame noire », Jules Verne signifiant ainsi qu'un mariage contre le gré d'une personne est symbole de mort. Le hasard la fait rencontrer Fabian Mac Lewin sur le navire. Folle, elle passe ses nuits à chanter d'une voix plaintive telle une sirène et son chant fascine et attire Fabian. Involontairement, elle provoque la mort de son mari lors d'un orage. Progressivement Ellen, en présence de Fabian, recouvre la raison devant les chutes du Niagara lors d'une crise de sanglots. Elle incarne ainsi le lien « entre la femme veuve, libre et entreprenante, et la femme sous la tutelle d'un mari, qui ne peut exprimer son caractère propre ».
De la même manière, Jules Verne consacre en 1892 un roman entier à une voix féminine fantomatique et fantasmagorique, celle de la Stilla dans Le Château des Carpathes. Cette héroïne du roman dont on entend la voix et dont on voit le corps, est pourtant bel et bien morte. Elle est à la source de la dualité de ces deux prétendants, Rodolphe de Gortz et Franz de Télek. 
Telle Ellen Hodges, Nell dans Les Indes noires s'éveille à la vie lorsqu'elle s'éveille à l'amour. Invisible dans la première partie du roman, elle protège pourtant les mineurs explorant la mine, au point où certains personnages imaginent que des génies les protègent. Harry Ford, esprit pratique et scientifique ne peut se résoudre à cela et, lors d'un épisode surnaturel, découvre un jour un corps inanimé dans une galerie. Il s'agit de Nell, une jeune fille de 15-16 ans qui a été élevée par un ancien mineur devenu fou, n'a jamais connu la lumière, ne parle que le vieux gaélique et a pour ange protecteur un harfang. Harry va l'éduquer, l'initier (initiation platonicienne d'après Michel Serres) et l'épousera à la fin du roman.

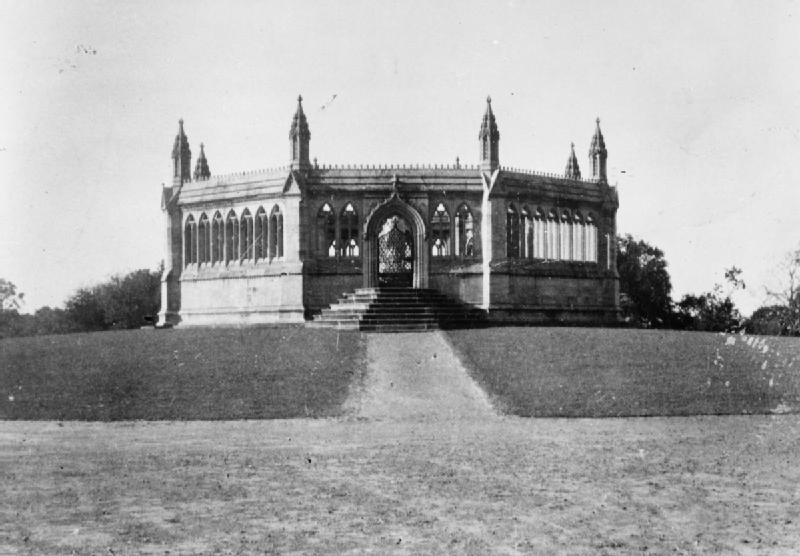
Mémorial de Bibi-Ghar.

Dans La Maison à vapeur, c'est une femme surnaturelle qui domine le roman. Surnommée « La Flamme errante », il s'agit en réalité de l'épouse du colonel Edward Munro qui la croit morte dans le massacre de Bibi Ghar (Siege of Cawnpore (en)). Elle s'est en fait extraite d'un charnier où sa fille a péri, mais en a perdu la raison. Elle erre depuis toutes les nuits avec une flamme à la main. Nana Sahib qui lui-même a perdu sa femme à cause de Munro, apprend que celui-ci est de retour en Inde et cherche à se venger. Il le capture et l'attache à la bouche d'un canon. À l'aube de son exécution, un étrange personnage apparaît, la Flamme errante : « Alors le colonel Munro commença à distinguer une sorte de fantôme, sans forme appréciable, une ombre, que cette lumière éclairait vaguement ». Munro reconnaît sa femme mais elle, elle ne le reconnaît pas. Laurence allume le feu qui doit faire périr son mari…
Une autre femme-fantôme est mise en scène en 1898 dans la version originale du roman Le Secret de Wilhelm Storitz : Myra Roderich. Myra n'est pas morte mais va devenir invisible. Et c'est une fois de plus l'amour qui en est cause. En effet, Myra doit épouser le peintre Marc Vidal qui en a réalisé un portrait parfait. Mais le savant Wilhelm Storitz qui l'a toujours demandée en mariage et qui même après les fiançailles avec Marc, continue à la demander, a découvert le secret de l'invisibilité. De manière surnaturelle, le mariage entre Myra et Marc est interrompu. Myra perd alors la raison, devient pâle comme une morte avant de disparaître. Storitz étant tué par le frère de Myra, son invisibilité est perpétuelle. Le roman se conclut sans que l'on ne sache jamais si elle retrouvera ou non son apparence. Jean-Pierre Picot y voit un symbole d'amour éternel : « […] Marc peut ainsi réaliser le rêve de l'amour fou, et vivre toute sa vie aux côtés de celle qu'il aime, présente et attentionnée, mais ne la voir que par le portrait peint aux plus beaux jours des fiançailles, à jamais jeune et neuve, aimante et aimée, échappant aux rides et aux cheveux blancs ».

## Inspirations de Jules Verne
Jules Verne s'inspire pour créer ses personnages féminins des aventurières dont il peut lire les exploits dans Le Tour du monde ou dans le Journal des voyages telles Ida Pfeiffer qu'il cite dans Le Pays des fourrures (1, I) et dont il emprunte de nombreux passages de son Voyage autour du monde (1873) dans La Maison à vapeur, Nellie Bly (citée dans Claudius Bombarnac), Elizabeth Bisland, Jane Franklin,Marie Ujfalvy-Bourdon, Adèle Hommaire de Hell, Alexine Tinné ou Carla Serena. Léonie d'Aunet dont le Voyage d'une femme au Spitzberg semble avoir influencé Un hivernage dans les glaces ou, entre autres romans polaires, La Chasse au météore, n'est pas citée par Verne bien que le soit son époux François-Auguste Biard dans La Jangada (1, V). L'aventure amoureuse de Léonie d'Aunet avec Victor Hugo explique peut-être cette absence. 
Zermah semble quant-à-elle inspirée de Sojourner Truth.

## Avis d'écrivains sur le sujet
Pour Julien Gracq, « [les héroïnes verniennes] prennent sur elles une tâche que les hommes ont abandonnée et se proposent des travaux d'Hercule à leur manière. […] Ce sont des héroïnes au sens propre, par leurs travaux, par leur détermination, et même par une espèce de virilité ». 
Selon Michel Serres, « Restent deux pions sur l'échiquier : Lissy Wag, seule femme, femme double par sa compagne Jovita, objet du désir, toutes deux objets de désir, puisque deux concurrents finiront par les épouser. Comme si le but et la fin des voyages n'étaient que de les obtenir (Philéas Fogg, nuage de désir, fait le tour du monde en quatre-vingt-jours pour ne trouver que sa princesse hindoue, vouée au feu, sauvée du feu des funérailles, et sa note de gaz brûlant multipliée par cent ou presque, éteinte et payée au retour). Lissy Wag, du côté d’Éros et de la luxure. […] L'envie, maîtresse des combats, les organise et emporte les prix ».

## Quelques héroïnes verniennes

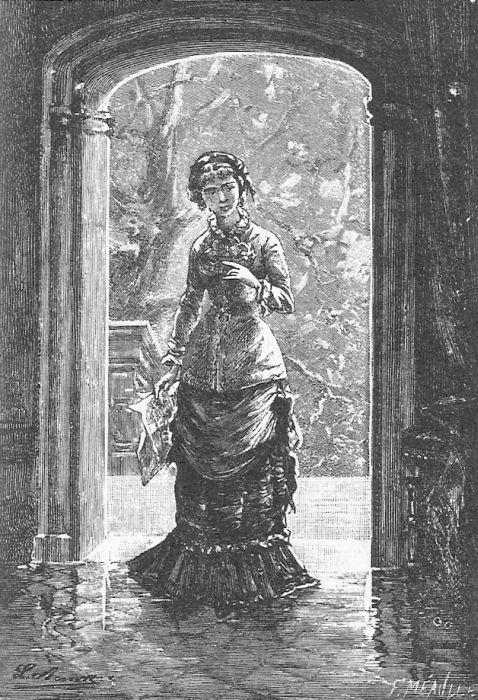
Helena Campbell (Le Rayon vert par Léon Benett)
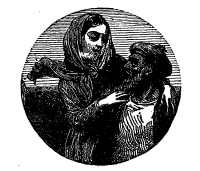
Marie (Un hivernage dans les glaces, par Adrien Marie)
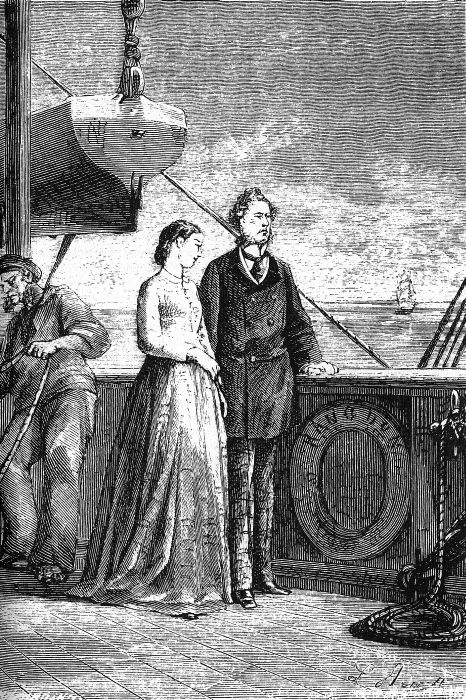
Aouda (Le Tour du monde en 80 jours, par Léon Benett)
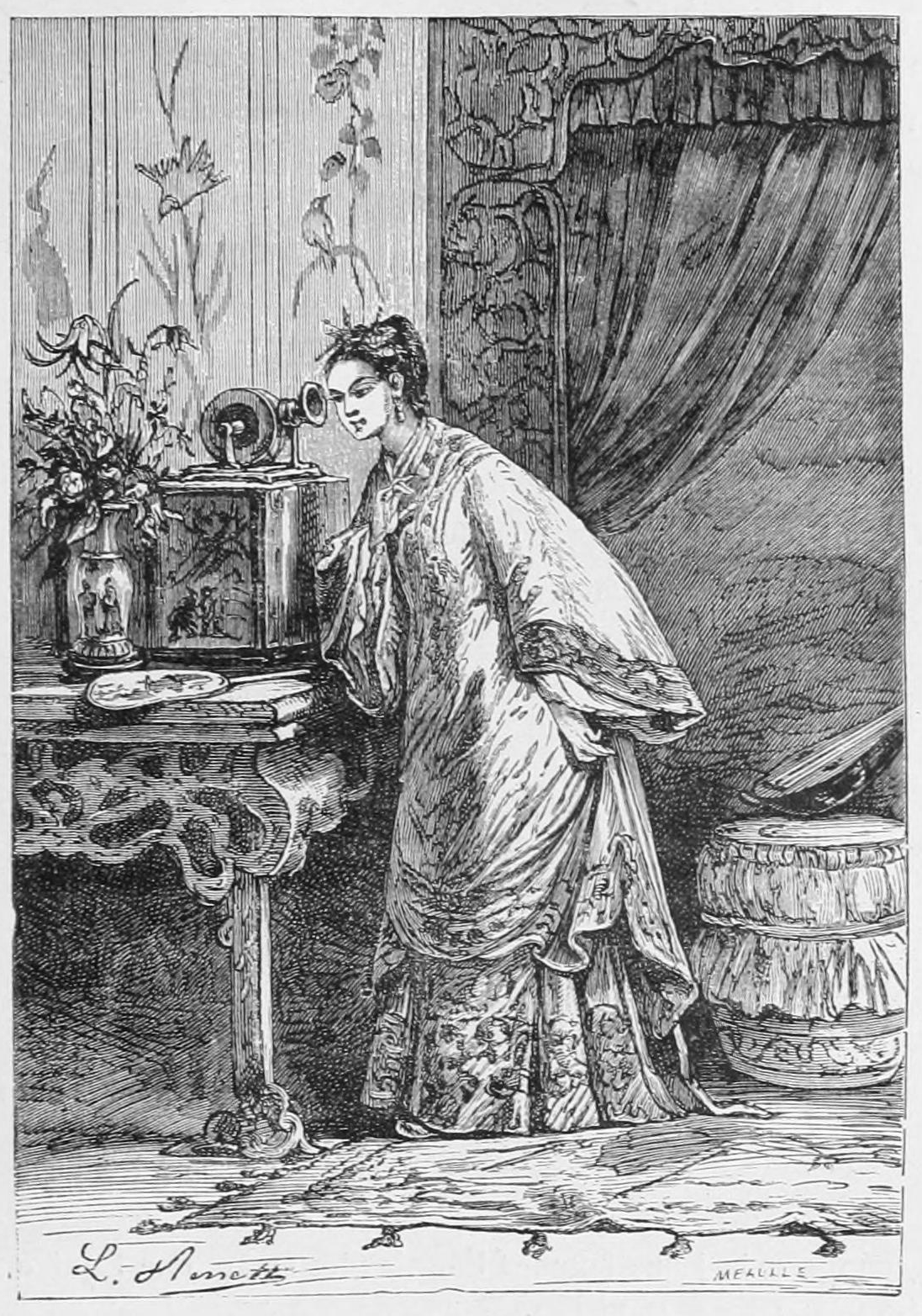
Lé-ou (Les Tribulations d'un Chinois en Chine, par Léon Benett)
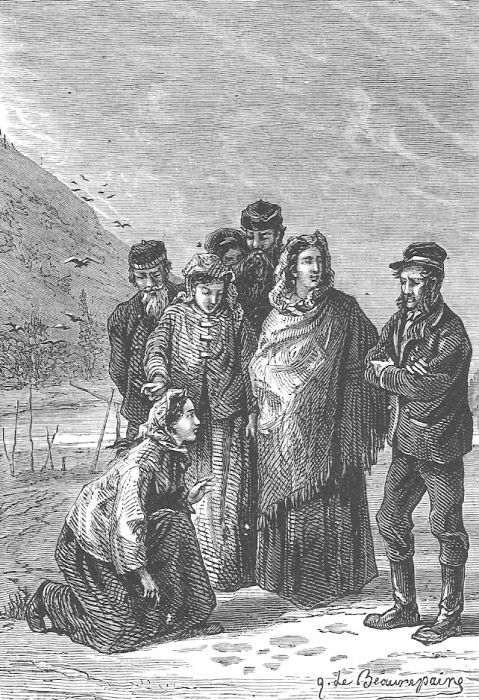
Paulina Barnett (Le Pays des fourrures, par Jules Férat et Alfred Quesnay de Beaurepaire)
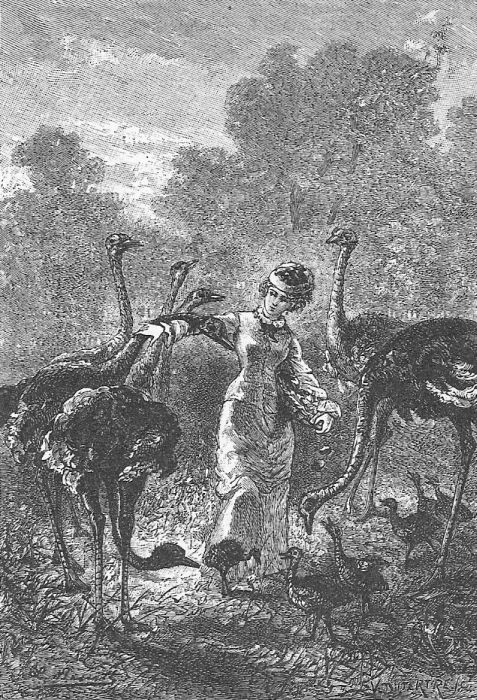
Alice Wtakins (L'Étoile du sud, par Léon Benett)
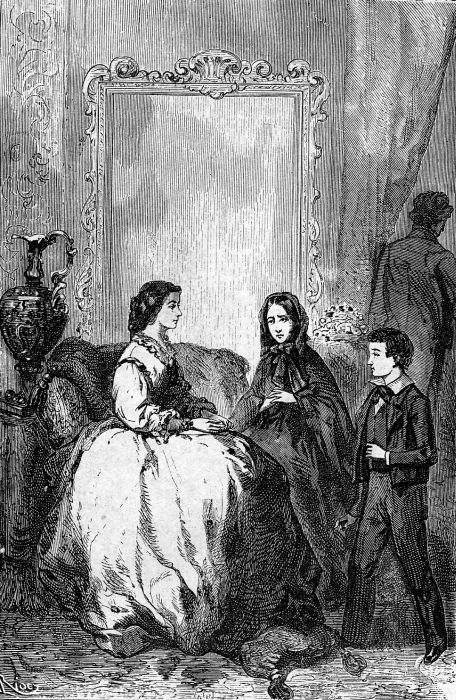
Mary Grant et Helena Glenarvan (Les Enfants du capitaine Grant par Édouard Riou)
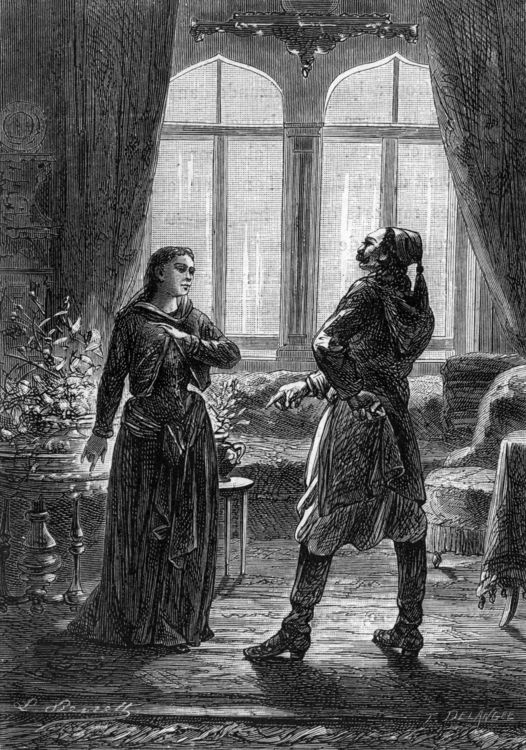
Hadjine Elizundo (L'Archipel en feu, par Léon Benett)
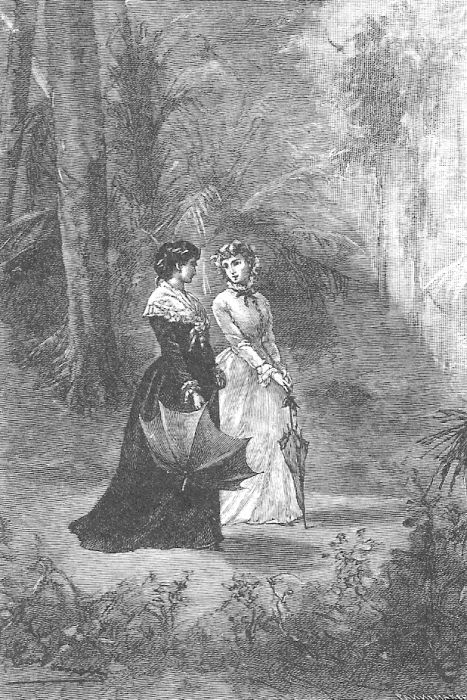
Alice Stannard et Madame Burbank (Nord contre Sud, par Léon Benett)